# Folioceros amboinensis
Folioceros amboinensis är en skidmossaart som först beskrevs av Victor Félix Schiffner, och fick sitt nu gällande namn av Piippo. Folioceros amboinensis ingår i släktet Folioceros och familjen skidmossor. Inga underarter finns listade i Catalogue of Life.